# Giancarlo Zanetti
Giancarlo Zanetti (Cavalese, 12 dicembre 1941) è un attore e direttore artistico italiano.

## Biografia
Dal 1959 al 1962 studia all'Accademia nazionale d'arte drammatica.
Dal 1963 al 1978 lavora come attore con il Teatro Stabile di Genova e il Teatro Stabile di Torino, con la Rai, in radiofonia e televisione, e con la Televisione svizzera. Nel 1979 forma una "compagnia" insieme ad Andrea Giordana, e inizia la sua attività di impresario teatrale.
Fu il protagonista, nel 1974,della miniserie televisiva RAI Ho incontrato un'ombra di Daniele D'Anza . Nel 1975 interpreta la parte di Albert Einstein nell'omonimo sceneggiato di Massimo Scaglione, trasmesso dalla Tv dei ragazzi. Seguono poi partecipazioni allo sceneggiato Il signore di Ballantrae (1978) di Anton Giulio Majano, e ai telefilm Fermate il colpevole (1983). Più di recente partecipa alle fiction L'avvocato Porta, e Don Matteo.
Dal 1985 mette in scena spettacoli per diverse compagnie italiane; nel 1990, organizza per Maurizio Costanzo il Teatro Parioli di Roma, e con lo stesso coproduce. Nel 1993 dirige il Teatro Stabile di Trieste, gestendo anche il Teatro Rossetti, al quale nello stesso anno viene conferito il Biglietto d'oro. Dal 1992 al 1994 vince con le sue produzioni 24 Biglietti d'oro AGIS. Dal 1995 al 1998 organizza il Festival Musicale di Sabbioneta, nel settore “Testo a fronte“. Dirige per dieci anni il Teatro Signorelli di Cortona.
Nel 1998 viene nominato direttore artistico dell'Assessorato al turismo della Regione Sicilia, per cui  organizza tre festival, rappresentando circa 400 spettacoli in ogni disciplina: Il circuito del mito, Sicilia officina d'arte e Attraverso la sacralità.
Ha al suo attivo trenta regie teatrali tra prosa, lirica, e balletto, quasi un centinaio di  spettacoli teatrali come attore protagonista, e più di centocinquanta come produttore, organizzatore e distributore. 
Collabora, per la sezione di scelte culturali, con il Teatro San Babila di Milano e con il Teatro Vittoria di Roma. Ha vinto il Premio speciale "Galeone d'oro" per il teatro al Premio Nazionale Letterario Pisa .
Dal 2010 al 2011 torna all'Assessorato al Turismo e Spettacolo della Regione Siciliana come direttore artistico del Festival internazionale “Il Circuito del Mito”.
È stato direttore artistico in molti festival e in società di produzione. Insegna all'Accademia dello spettacolo "C.A.M.S".

## Filmografia

### Cinema
- Troppo rischio per un uomo solo, regia di Luciano Ercoli (1973)
- La nipote del prete, regia di Sergio Grieco (1976)
- La sorella di Ursula, regia di Enzo Milioni (1978)
- L'avvertimento, regia di Damiano Damiani (1980)

### Televisione
- Il drago, regia di Paolo Giuranna e Raffaele Meloni, trasmessa dal Secondo programma il 22 febbraio 1969.
- La pietra di luna – miniserie TV (1972)
- Paese di mare – film TV (1972)
- Maman Colibri – film TV (1973)
- Ho incontrato un'ombra – miniserie TV (1974)
- L'acqua cheta – film TV (1974)
- La villa – miniserie TV (1977)
- Traffico d'armi nel Golfo – miniserie TV (1977)
- Il signore di Ballantrae – miniserie TV (1979)
- Episodi dalla vita di un uomo – film TV (1980)
- I giochi del diavolo – miniserie TV (1981)
- I due prigionieri – film TV (1985)
- Strada senza uscita – miniserie TV (1986)
- Lo scomparso – film TV (1987)
- Don Matteo – serie TV, 1 episodio (2001)
- La donna che ritorna – miniserie TV, (2011)
- Cesare Mori - Il prefetto di ferro – film TV (2012)

## Teatro
- La Fantesca, regia di Alessandro Fersen
- Becket e il suo re, regia di Aldo Trionfo
- Cercasi tenore di Ken Ludwig
- Vuoti a rendere di Maurizio Costanzo
- Edmund Kean di Raymund FitzSimons
- A me gli occhi di Georges Feydeau
- Arsenico e vecchi merletti di Joseph Kesselring
- Cena a sorpresa  di Neil Simon
- Lettere d'amore di A.R. Gurney
- L'uomo dei sogni di Claudio Forti
- Gli insospettabili di Anthony Shaffer
- Il bell'Antonio di Vitaliano Brancati